# Gloster Gauntlet
Die Gloster Gauntlet („Fehdehandschuh“) war ein britisches Doppeldecker-Jagdflugzeug der 1930er Jahre.

## Geschichte
Die Gauntlet war in den 1930er-Jahren das vorherrschende Jagdflugzeugmuster der Royal Air Force. 1937 waren nicht weniger als 14 Staffeln der britischen Luftwaffe damit ausgerüstet. Die Entwicklungsgeschichte des Flugzeuges ist recht kompliziert. Es waren drei Ausschreibungen nötig, bis die Maschine als Serienmodell ausgeliefert wurde. Bei der ersten Ausschreibung wurde eine relativ komplizierte Ganzmetallkonstruktion vorgestellt. Sie fand nicht den erhofften Anklang. Auch in der zweiten Ausschreibung konnte die Gloster Gauntlet nicht überzeugen. Als sie schließlich die dritte Ausschreibung erfolgreich durchstand und ein Auftrag von 24 Flugzeugen für die RAF ausgegeben war, war Gloster bereits Teil der Hawker-Siddeley-Gruppe.
Diese ersten Flugzeugmuster erhielten die Bezeichnung Gloster Gauntlet MkI. Sie besaßen einen zweiblättrigen Watts-Propeller. Das Hauptmodell jedoch war die Gloster Gauntlet MkII mit einem dreiblättrigen Fairey-Reed-Metallpropeller. Die Gloster Gauntlet war die letzte Jagdmaschine der britischen Luftwaffe mit einem offenen Cockpit. Insgesamt wurden 24 MkI und 204 MkII produziert. Diese Flugzeuge dienten bis 1940 vor allem im Mittleren Osten.

## Produktion
Abnahme der Gloster Gauntlet durch die RAF:
| Version | 1935 | 1936 | 1937 | Summe |
| ------- | ---- | ---- | ---- | ----- |
| Mk.I    | 24   |      |      | 24    |
| Mk. II  |      | 200  | 14   | 214   |
| Summe   | 24   | 200  | 14   | 238   |

## Nutzerländer
Die Gauntlet wurde unter anderem in Dänemark in Lizenz gefertigt.
 Australien
- Royal Australian Air Force
  - No. 3 Sqn

 Dänemark
- Dänische Luftstreitkräfte
  - No. 1 Squadron Royal Danish Air Force

 Finnland
- Suomen ilmavoimat
  - Lentolaivue 30
  - Lentolaivue 34
  - Täydennyslelentolaivue 25
  - T-LLv 17
  - T-LLv 35

 Südrhodesien
- Royal Rhodesian Air Force
  - No. 1 Squadron SRAF

 Südafrika
- South African Air Force
  - No. 1 Squadron SAAF
  - No. 2 Squadron SAAF

 Vereinigtes Königreich
- Royal Air Force
  - No. 6 Squadron RAF
  - No. 17 Squadron RAF
  - No. 19 Squadron RAF
  - No. 32 Squadron RAF
  - No. 33 Squadron RAF
  - No. 46 Squadron RAF
  - No. 47 Squadron RAF
  - No. 54 Squadron RAF
  - No. 56 Squadron RAF
  - No. 65 Squadron RAF
  - No. 66 Squadron RAF
  - No. 73 Squadron RAF
  - No. 74 Squadron RAF
  - No. 79 Squadron RAF
  - No. 80 Squadron RAF
  - No. 111 Squadron RAF
  - No. 112 Squadron RAF
  - No. 151 Squadron RAF
  - No. 213 Squadron RAF
  - No. 234 Squadron RAF
  - No. 237 Squadron RAF
  - No. 504 Squadron RAF
  - No. 601 Squadron RAF
  - No. 602 Squadron RAF
  - No. 615 Squadron RAF
  - No. 616 Squadron RAF

## Technische Daten

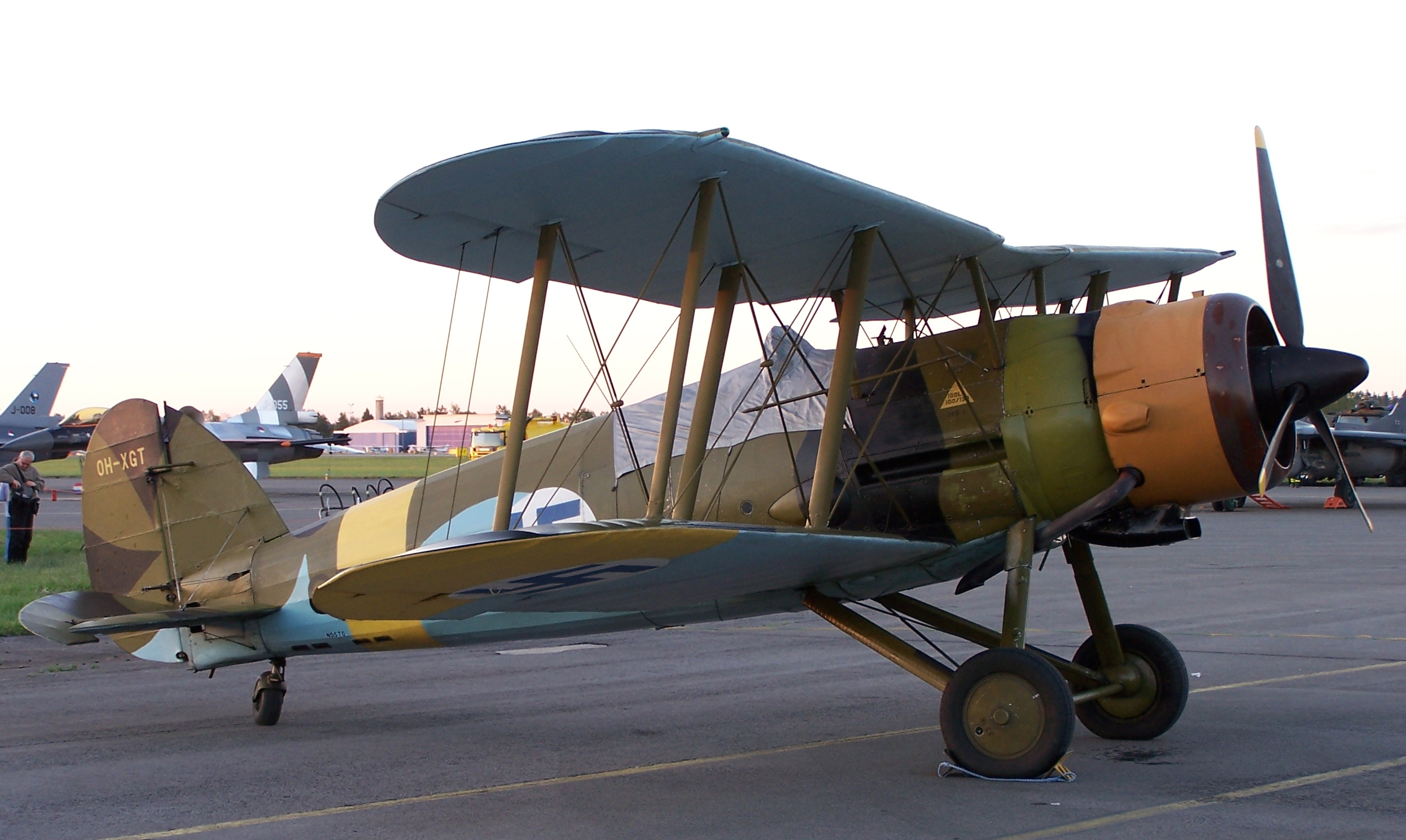
OH-XGT in Kauhava

Gloster Gauntlet

| Kenngröße             | Daten                                                                      |
| --------------------- | -------------------------------------------------------------------------- |
| Besatzung             | 1                                                                          |
| Länge                 | 8,05 m                                                                     |
| Spannweite            | 9,99 m                                                                     |
| Höhe                  | 3,12 m                                                                     |
| Flügelfläche          | 29,3 m²                                                                    |
| Leermasse             | 1259 kg                                                                    |
| Startmasse            | 1800 kg                                                                    |
| Höchstgeschwindigkeit | 370 km/h                                                                   |
| Dienstgipfelhöhe      | 10.120 m                                                                   |
| Reichweite            | 740 km                                                                     |
| Triebwerk             | luftgekühlter 9-Zylinder-Sternmotor Bristol Mercury VI S2, 640 PS (477 kW) |
| Bewaffnung            | 2 × 7,7-mm-Vickers-MG                                                      |

## Erhaltene Flugzeuge
Die weltweit einzige flugfähige Gauntlet Mk II ist die OH-XGT in Finnland. Sie ist am Flugplatz Kymi bei Kotka stationiert und wird regelmäßig bei Flugvorführungen gezeigt. Der originale Motor wurde durch einen Alvis Leonides mit 520 PS ersetzt.